# Liste der Bodendenkmäler in Xanten
Die Liste der Bodendenkmäler in Xanten enthält die denkmalgeschützten unterirdischen baulichen Anlagen, Reste oberirdischer baulicher Anlagen, Zeugnisse tierischen und pflanzlichen Lebens und paläontologischen Reste auf dem Gebiet der Stadt Xanten im Kreis Wesel in Nordrhein-Westfalen (Stand: Oktober 2020). Diese Bodendenkmäler sind in Teil B der Denkmalliste der Stadt Xanten eingetragen; Grundlage für die Aufnahme ist das Denkmalschutzgesetz Nordrhein-Westfalen (DSchG NRW).
| Bild | Bezeichnung                              | Lage | Beschreibung | Bauzeit | Eingetragen seit | Denkmal- nummer |
| ---- | ---------------------------------------- | ---- | ------------ | ------- | ---------------- | --------------- |
|      | zweiteilige Niederungsburg               |      |              |         |                  | 2               |
|      | Zweiteilige Niederungsburg; Haus Mörmter |      |              |         |                  | 3               |
|      | Landwehr                                 |      |              |         |                  | 4               |
|      | Hügel; Preggstuhl, Gerichtsplatz?        |      |              |         |                  | 5               |
|      | röm. Lager; Vetera Castra I              |      |              |         |                  | 6.1             |
|      | Amphitheater Birten                      |      |              |         |                  | 6.2             |
|      | Colonia Ulpia Traiana                    |      |              |         |                  | 7               |
|      | Landwehr mit Schanze                     |      |              |         |                  | 8               |
|      | Landwehr                                 |      |              |         |                  | 9               |
|      | Hafen                                    |      |              |         |                  | 10              |
|      | Kloster; Stiftsimmunität                 |      |              |         |                  | 11              |
|      | Hofanlage; Gruithaus                     |      |              |         |                  | 12              |
|      | Hof; Schultenhof                         |      |              |         |                  | 13              |
|      | Xanten; Altstadt                         |      |              |         |                  | 14              |
|      | Kloster Marienbaum                       |      |              |         |                  | 15              |
|      | Schützengräben / Grabenreste             |      |              |         |                  | 16              |
|      | Legionsziegelei                          |      |              |         |                  | 17              |
|      | Luftmunitionsanstalt Xanten              |      |              |         |                  | 18              |
|      | Jüdischer Friedhof                       |      |              |         |                  | 19              |
|      | Wasserburg Winnenthal                    |      |              |         |                  | 21              |